# Die Privatsekretärin (1953)
Die Privatsekretärin ist ein 1953 uraufgeführter deutscher Spielfilm (Liebeskomödie), den Paul Martin für die West-Berliner CCC-Film inszeniert hat. Der Film ist die Adaption eines Romans von István Szomaházy und eine Neuverfilmung des von Wilhelm Thiele inszenierten Films Die Privatsekretärin (1931).

## Handlung
Gerda Weber ist eine junge Frau, die ganz genau weiß, was sie will. Sie kommt aus Grünberg in die Stadt, weil sie eine Anstellung als Stenotypistin sucht, und bekennendermaßen auch einen möglichst wohlhabenden Ehemann. Unterkunft findet sie in der Pension Schott, wo die jungen Bewohnerinnen eine lustige Gemeinschaft bilden. Mitbewohnerin Lissy gibt ihr den Tipp, es im Bankhaus Delbrück zu versuchen. Dort lässt Portier Julius, der eigentlich Musikkünstler ist, sich überreden, sie beim Bürochef Ostermann vorzustellen. Julius warnt sie vor Ostermann, der als Verführer seiner Sekretärinnen notorisch sei. Gerda besitzt dann aber die Schlagfertigkeit, den Bürochef für sich einzunehmen, ohne ihn zu Intimitäten zu ermutigen.
Als Ostermann seinem ersten Arbeitsauftrag an Gerda, einem Rundschreiben, eine Einladung zu einem intimen Abend im Lokal beilegt, beschließt sie, ihm eine Lehre zu erteilen, und verteilt die Einladung als Rundschreiben. In der Bar „Lido“ findet sich daraufhin das gesamte weibliche Personal aus Ostermanns Abteilung ein, nur Gerda nicht, und Ostermann muss die Damen freihalten. Um Gerda zu bestrafen, lässt er sie unter einer erfundenen Beschuldigung Überstunden machen.
Der Bankdirektor Erich Delbrück ist immer noch Junggeselle. Seine Privatsekretärin Fräulein Petzold ist in ihn verliebt und rät ihm, endlich zu heiraten, warnt ihn (um sich selbst zu empfehlen) aber gleichzeitig vor den modernen jungen Frauen, die ihn nur wegen seines Geldes nehmen würden. Als Erich Gerda nachts im Büro bei ihrer Strafarbeit antrifft, gibt er sich zwar nicht als Firmenchef zu erkennen, behauptet aber, Gerda vor Konsequenzen schützen zu können, wenn sie die Arbeit unerledigt lässt und mit ihm ausgeht. Auf Gerdas Vorschlag hin gehen sie in die „Traube“, wo Portier Julius an diesem Abend als volkstümlicher Sänger auftritt. Weil Gerda immer noch nicht weiß, wer ihr Begleiter ist, sagt sie ihm einige Wahrheiten aus dem Firmengeschehen, die Erich unter normalen Umständen kaum erreicht hätten. Noch am selben Abend wird aus ihnen ein Liebespaar.
Dass Gerda sich zu ihm hingezogen fühlt, obwohl sie ihn für einen kleinen Angestellten hält, macht Erich glücklich. In ihrer Sektlaune plaudert sie aber aus, dass sie sich immer einen reichen Mann gewünscht habe. Dass Gerda sich inzwischen ernstlich in ihn verliebt hat, entgeht ihm. Am folgenden Tag lüftet er das Geheimnis um seine Identität. Portier Julius empfindet Gerda als sein Protegé und möchte zwischen ihr und Erich alle Hindernisse aus dem Weg räumen. Um die eifersüchtige Privatsekretärin Fräulein Petzold loszuwerden, schickt er sie unter einem Vorwand auf eine Dienstreise nach Bielefeld. Als Ersatz entsendet er Gerda in Erichs Büro, wo diese zu ihrer Verzweiflung aber erfährt, dass Erich ihr nach ihrem Eingeständnis, einen reichen Mann zu suchen, nicht mehr traut.
Julius setzt sich bei Erich für Gerda ein und gesteht auch, dass er es war, der Fräulein Petzold nach Bielefeld geschickt hat, mit der Folge, dass Erich ihn fristlos entlässt. Zuvor hatte Julius Gerda aber noch vorgelogen, dass Erich sie am Abend in seiner Wohnung erwarte, wo sie angeblich ein Diktat aufnehmen soll. Um Gerda zu prüfen, macht Erich ihr das Angebot, sie mit großem finanziellem Aufwand als Geliebte auszuhalten. Empört läuft Gerda davon, kündigt ihre Stellung und beschließt, nach Grünberg zurückzufahren.
Vergeblich schickt Erich ihr Rosen, sie will ihn aber nicht mehr wiedersehen. Auch Ostermann, den Erich nun als Boten sendet, kann nichts ausrichten, nimmt Gerda ungeschickterweise aber einen Karton ab, ohne den sie dann nicht reisen will. Sie versöhnt sich mit Erich. Tatsächlich enthält der Karton nur einen Hut. Julius’ Kündigung wird rückgängig gemacht, er erhält Ostermanns Position; Ostermann wird in eine rein männliche Abteilung versetzt.

## Produktion und Uraufführung
Der Film sollte nach dem Willen der Produzenten an den Erfolg von Wilhelm Thieles Die Privatsekretärin anknüpfen, der 1931 Renate Müller zum Star gemacht hatte. Als Regisseur setzten sie Paul Martin ein, der den Film gut kannte, weil er ihn 1930 selbst geschnitten hatte. Das Drehbuch wurde neu geschrieben, die Namen der Figuren geändert, die Handlung selbst blieb jedoch weitgehend dieselbe. Für die Hauptrollen wurden Sonja Ziemann und Rudolf Prack gewonnen, die 1944/1947 in Liebe nach Noten erstmals zusammen gespielt hatten und seit Schwarzwaldmädel als Traumpaar des deutschen Nachkriegsfilms galten, obwohl Prack gut 20 Jahre älter als Ziemann war. In Schwarzwaldmädel hatte auch Hörbiger das Duo schon einmal ergänzt. Regisseur Martin hatte mit Ziemann und Hörbiger bereits bei seinem Film Die Frauen des Herrn S. (1951) und mit Ziemann unmittelbar zuvor bei Mit siebzehn beginnt das Leben zusammengearbeitet.
Die Dreharbeiten wurden im Hamburger Real-Film-Studio durchgeführt. Der Film enthielt die Schlager „Ich bin ja heut’ so glücklich“ und „Ich hab ’ne alte Tante“.
Die Uraufführung fand am 17. Dezember 1953 in Stuttgart statt.
Ebenfalls als Chef und Sekretärin – wenn auch nach einem ganz anderen Drehbuch – waren Prack und Ziemann noch einmal 1956 in Dany, bitte schreiben Sie zu sehen.

## Kritik
„Naiv sympathische Unterhaltung.“ (Prisma)
Als schauspielerischer Höhepunkt des Films gilt die Szene, in der Erich (Prack) und Julius (Hörbiger) sich, nachdem sie in sektseliger Laune Brüdergeschaft getrunken haben, anderntags im Büro wiederbegegnen: „eine Szene, die zwei selbstbewusste Schauspieler braucht, weil sie immer peinlicher wird. Hörbiger duzt den Prack, Prack reagiert ausweichend, Hörbiger wird plumpvertraulich, Prack vereist mehr und mehr, schließlich resigniert Hörbiger – rechtzeitig vor dem Rausschmiss. Wie da zwei aufeinander stoßen, und der eine nicht ahnt, dass Gestern gestern ist und heute ganz andere Maßstäbe gelten und die Distanz des Oben und Unten keine Verbrüderung aushebeln kann. Hörbiger gelingt das glänzend. Ein Lehrstück.“